# Železen
Železen (nemško Selesen) je naselje v Občini Mostič v Okraju Šentvid ob Glini na Koroškem v Avstriji.